# 余貴美子
余 貴美子（よ きみこ、1956年5月12日 - ）は、日本の女優。客家系台湾人二世にあたる。神奈川県横浜市出身。アルファエージェンシー所属。血液型はB型。

## 来歴
客家系台湾人の父と、日本人の母親との間に横浜市で生まれる。外国人登録証上の本籍地は中国広東省鎮平村（祖先の出身地、現梅州市官坪村）。范文雀は従姉（父の姉の子）に当たる。客家人の祖父が戦前に妻子と共に台湾（桃園市）から日本に移民し、神戸で紅茶や果物の輸出入業を始め、戦後は金融や新聞事業なども手掛け、日本初の客家団体「客家公会」を立ち上げた。両親は池袋で歌謡喫茶「パラダイス」を経営後、横浜西口駅近くでバーや焼き鳥屋を営んでいたが、父親は若くして亡くなった。
神奈川学園高等学校後の1976年にオンシアター自由劇場に入団した。自由劇場時代の代表作は『上海バンスキング』のリリー役。
オンシアター自由劇場を退団後、1985年に大谷亮介らと東京壱組を旗揚げし、1996年の解散まで14公演を公演。その後は活躍の場をテレビや映画に移す。
2006年3月に2歳年下のNHKの美術スタッフと結婚した。
2008年度・2009年度には2年連続で日本アカデミー賞最優秀助演女優賞を受賞した。
2009年2月23日（日本時間）、ハリウッドにあるコダック・シアターで開催された第81回アカデミー賞授賞式で、『おくりびと』が日本映画で初めて外国語映画賞を受賞し、余も渡米して授賞式に出席した。

## 出演

### 映画
- ちょうちん（1987年） - みち 役
- さらば愛しき人よ（1987年） - 立松みち 役
- 噛む女（1988年） - 海老野早苗 役
- Aサインデイズ（1989年） - ヨーコ 役
- マリアの胃袋（1990年） - 信代 役
- さよなら、こんにちわ（1990年） - 鈴木三重 役
- ラスト・フランケンシュタイン（1991年） - 阿良くらら 役
- ヒルコ 妖怪ハンター（1991年） - 月島令子の母 役
- 夢二（1991年） - 女郎 役
- うみ・そら・さんごのいいつたえ（1991年） - 川西悦子 役
- 赤と黒の熱情（1992年） - 仁村真記子 役
- 夜逃げ屋本舗2（1993年） - 倉持伸子 役
- ちぎれた愛の殺人（1993年） - 村木名美 役
- あひるのうたがきこえてくるよ。（1993年） - 木島悦子 役
- ごろつき2（1993年） - 真美子 役
- 眠らない街・新宿鮫（1993年） - 鈴木 役
- ヌードの夜（1993年） - 土屋名美 役
- 夜がまた来る（1994年） - 娼婦 役
- 居酒屋ゆうれい（1994年） - カスミ 役
- 写楽（1995年） - とんぼの母親 役
- すももももも（1995年） - 母 役
- 学校の怪談（1995年） - 湯川先生 役
- GONIN2（1996年） - 蘭 役
- 金色のクジラ（1996年） - 松下邦江 役
- 大統領のクリスマスツリー（1996年） - 山下キョウコ 役
- 夏時間の大人たち（1997年） - テレビ・ドラマの男の愛人 役
- 瀬戸内ムーンライト・セレナーデ（1997年） - 博打打ちの女 役
- 傷だらけの天使（1997年） - 中津和江 役
- タイム・リープ（1997年） - 池内絢奈 役
- 20世紀ノスタルジア（1997年） - 遠山（吉野）桃 役
- 不機嫌な果実（1997年） - 武藤れい子 役
- D#1（1997年） - CHIKA 役
- 学校III（1998年） - 倉本節 役
- ザ・ハリウッド（1998年） - 岡島礼子 役
- あ、春（1998年） - 韮崎千鶴子 役
- お受験（1999年） - 千秋みどり 役
- 釣りバカ日誌イレブン（2000年） - 知念玉恵 役
- タイムレス・メロディ（2000年） - チカコの母 役
- HYSTERIC（2000年） - 時枝 役
- 「紅の拳銃」よ永遠に（2000年） - 松本恵子 役
- 十五才 学校IV（2000年） - 薬屋のおかみ 役
- 新・仁義なき戦い（2000年） - 椿 役
- 純愛譜（2001年） - 彩の母 役
- 自殺サークル（2002年） - 黒田喜代実 役
- ひとりね（2002年） - 直子 役
- ドッグ・スター（2002年） - 井上雅子 役
- 記憶の音楽Gb（2002年） - ルメ 役
- おぎゃあ。（2002年） - 西浜幸子 役
- AIKI（2002年） - 「秘め事」のママ 役
- ホテル・ハイビスカス（2003年） - 母ちゃん 役
- さよなら、クロ（2003年） - 結城えり先生 役
- 偶然にも最悪な少年（2003年） - キムハツコ 役
- ドラッグストア・ガール（2004年） - 向井秀子 役
- ほたるの星（2004年） - 比加里の母 役
- ドルフィンスイム（2004年） - 田辺聡子 役
- 珈琲時光（2004年） - 陽子の継母 役
- ニワトリはハダシだ（2004年） - 桜井貴美 役
- Tokyo Tower（2005年） - 小島陽子 役
- パッチギ!（2005年） - 松山さなえ 役
- 苺の破片 イチゴノカケラ（2005年） - 高市美代子 役
- ビートキッズ（2005年） - エージの母親 役
- 樹の海（2005年） - 大瀬道子 役
- 男たちの大和/YAMATO（2005年） - 西の母親・サヨ 役
- ガラスの使徒（2005年）
- 椿山課長の七日間（2006年） - 知子 役
- 子宮の記憶 ここにあなたがいる（2007年） - 幸子 役
- 愛の流刑地（2007年） - 菊池麻子 役
- となり町戦争（2007年） - 室園絹 役
- 初雪の恋 ヴァージン・スノー（2007年） - 佐々木真由美 役
- 歌謡曲だよ、人生は（2007年） - 女 役
- 茶々 天涯の貴妃（2007年） - 北政所 役
- 丘を越えて（2008年） - 細川はつ 役
- おくりびと（2008年） - 上村百合子 役
- まぼろしの邪馬台国（2008年） - 佐野明子 役
- 魔法遣いに大切なこと（2008年） - 川田女史 役
- ラーメンガール（2008年） - レイコ 役
- ディア・ドクター（2009年） - 大竹朱美 役
- 空気人形（2009年） - 受付嬢・佳子 役
- 食堂かたつむり（2010年） - ルリコ 役
- 孤高のメス（2010年） - 武井静 役
- 悪人（2010年） - 清水依子 役
- スープ・オペラ（2010年） - 田中泰子 役
- 八日目の蟬（2011年） - エンゼル 役
- 星守る犬（2011年） - 旅館の女将 役
- ツレがうつになりまして。（2011年） - 栗田里子 役
- RAILWAYS 愛を伝えられない大人たちへ（2011年） - 滝島佐和子 役
- しあわせのパン（2012年） - 陽子さん 役
- 逆転裁判（2012年） - 綾里舞子 役
- 外事警察 その男に騙されるな（2012年） - 村松久美 役
- 愛と誠（2012年）
- 汚れた心（2012年、ブラジル映画） - ナオミ 役
- あなたへ（2012年） - 濱崎多恵子 役
- だいじょうぶ3組（2013年） - 黒木智恵子 役
- 藁の楯（2013年） - 由里千賀子 役
- 横道世之介（2013年） - 世之介の母 役
- 武士の献立（2013年） - 舟木満 役
- 麦子さんと（2013年） - 赤池彩子 役
- 寄生獣 - 泉信子 役
  - 寄生獣（2014年）
  - 寄生獣 完結編（2015年）
- 深夜食堂 - 塙千恵子 役
  - 深夜食堂（2015年1月31日）
  - 続・深夜食堂（2016年11月5日）
- 繕い裁つ人（2015年1月31日）
- ソロモンの偽証 前篇・事件 / 後篇・裁判（2015年3月7日・4月11日） - 上野素子 役
- シン・ゴジラ（2016年7月29日） - 花森麗子 役[12][4]
- 後妻業の女（2016年8月27日） - 瀬川英子 役
- ブルーハーツが聴こえる 「ハンマー（48億のブルース）」（2017年4月8日）
- パーフェクト・レボリューション（2017年9月29日） - 晶子 [13]
- 榎田貿易堂（2018年6月9日） - 志摩ヨーコ [14]
- おもてなし（2018年3月3日、松竹） - 美津子 役[15][16]
- 体操しようよ（2018年11月9日、東急レクリエーション） - 岩田喜久子 役
- ヘンリ・ミトワ 禅と骨（公開未定） - ヘンリ・ミトワの母 役[17]
- AI崩壊（2020年1月31日、ワーナー・ブラザース映画）[18]
- Red（2020年2月21日） - 陽子（塔子の母）役
- ステップ（2020年7月17日） - 村松美千代 役
- ホテルローヤル（2020年11月13日、ファントム・フィルム） - 能代ミコ 役
- 泣く子はいねぇが（2020年11月20日、バンダイナムコアーツ／スターサンズ） - せつ子 役[19]
- ノイズ（2022年1月28日、ワーナー・ブラザーズ映画） - 庄司華江 役[20]
- 冬薔薇（ふゆそうび）（2022年6月3日、キノフィルムズ） - 渡口道子 役[21]
- 犬も食わねどチャーリーは笑う（2022年9月23日、キノフィルムズ） - 蓑山さん 役[22]
- 52ヘルツのクジラたち（2024年3月1日、ギャガ） - 岡田典子 役[23]

### 短編映画
- ウタモノガタリ -CINEMA FIGHTERS project-「Our Birthday」（2018年） - カフェ店長 役

### テレビドラマ
- Gメン'75（TBS） 
  - 第181話「宮の森交番 21時の出来事」（1978年）− バー従業員 ふみちゃん 役
  - 第189話「危機一髪! お年玉爆弾カメラ」（1979年）
  - 第192話「バラバラ殺人事件」（1979年）
  - 第198話「パレットナイフの殺人」（1977年） − 沢村たつやの女
- 大河ドラマ（NHK総合）
  - 春の波涛（1985年） - 荒木郁子 役
  - 篤姫（2008年） - 英姫 役
  - 龍馬伝（2010年） - 大浦慶 役
- スーパーポリス 第10話「フラッシュダンス殺人事件」（1985年、TBS） - ヒロミ 役
- おもいっきり探偵団 覇悪怒組 第18話「優しさ泥棒」（1987年5月10日、フジテレビ） - 金成千吉の母 役
- あぶない刑事（1987年、日本テレビ）
  - 第18話「興奮」 - 野沢の恋人 裕子役
  - 第35話「錯覚」 - 渚ひろみ 役
- 銭形平次 第17話「あぶない親子」（1987年、日本テレビ） - おまつ 役
- 月曜サスペンスシリーズ（関西テレビ）
  - 現代恐怖サスペンス ホラーペンション（1987年）
  - 乱歩賞作家サスペンス 雪の蛍（1989年5月15日）
  - 現代推理サスペンス 二時から五時までのブルース（1990年11月5日）
  - 不思議サスペンス 結婚式の客（1991年7月29日）
  - 秋の特選サスペンス うどん警部 九月のミンク（1992年9月14日）
  - 七つの離婚サスペンス インターフォン症候群の女（1993年1月25日）
- 女ふたり捜査官 第15話「愛を盗んだ女スリ」（1987年、ABC）
- 月曜・女のサスペンス 殺意の迷路（1988年、テレビ東京）
- じゃあまん探偵団 魔隣組 第38話「ホーキから落ちた魔女」（1988年10月2日、フジテレビ）- 魔女 役
- 男と女のミステリー となりの窓（1989年2月17日、フジテレビ）
- 教師びんびん物語II 第6話「みんな寂しいんだ」（1989年、フジテレビ）
- 予言ドキュメンタリードラマ M8.5直下型東京大地震（1990年4月9日、日本テレビ）
- ザ・刑事 第4話「殺人予告に脅える悪徳警官」（1990年、テレビ朝日） - 速水ヒロミ 役
- ポケットから愛（1990年7月、CBC）
- 時代劇スペシャル 仕掛人・藤枝梅安（1990年、フジテレビ） - おみの 役
- 水曜グランドロマン 他人にいえない職業の男（1991年1月16日、日本テレビ）
- 女流作家シリーズ 寝台特急出羽号・赤い爪痕の女（1991年、テレビ東京）
- 長七郎江戸日記 第3シリーズ 第28話「泪橋越えたら…」（1991年6月11日、日本テレビ） - おふみ 役
- 人情質屋事件台帳（1991年7月、TBS）
- 怪奇千夜一夜物語 第1話「水の少女」（1991年、TBS）
- 結婚の理想と現実 （1991年、フジテレビ） - 三宅朝子 役
- さすらい刑事旅情編III 第23話「冬山遭難の謎!?白いコートの女の殺意」（1991年、テレビ朝日）
- 火曜ミステリー劇場 瀬戸大橋殺人旅行 高速深夜バスから消えた女!（1991年5月14日、テレビ朝日）
- 銭形平次（フジテレビ）
  - 第1シリーズ 第10話「右の腕」（1991年） - おこう 役
  - 第2シリーズ 第6話「遠い記憶」（1992年） - おさよ 役
- 八百八町夢日記 第2シリーズ 第2話「私が惚れた男」（1991年10月22日、日本テレビ） - お葉 役
- 悪いこと 第17話「啓示」（1992年8月27日、フジテレビ）
- はぐれ刑事純情派 第5シリーズ 第25話（1992年、テレビ朝日）
- ドラマ新銀河（NHK総合）
  - 湯の町行進曲（1994年）- 大崎雅代
- 西遊記（1994年、日本テレビ） - 羅刹女 役
- 愛していると言ってくれ（1995年、TBS） - 神崎薫 役
- 火曜サスペンス劇場（日本テレビ）
  - 名無しの探偵（1994年） - 小夜子 役
  - 小京都ミステリー（1995年） - 栗田しのぶ 役
  - 松本清張スペシャル・留守宅の事件（1996年） - 萩野芳子 役
  - 冬の駅（1999年） - 折口幸子
  - 新・女検事 霞夕子16「予期せぬ花束」（2000年） - 椎名典子 役
  - だます女だまされる女（2001年 - 2005年） - 石毛まどか 役
- 協奏曲（1996年、TBS） - 六角英子 役
- 土曜ワイド劇場（テレビ朝日）
  - 温泉若おかみの殺人推理（1996年） - 奥野奈美 役
  - 松本清張スペシャル・黒い樹海（1997年） - 笠原信子 役
  - 名探偵由利麟太郎 蝶々殺人事件（1998年） - 原さくら 役
  - 巡査鉄兵の推理日誌 1 顔と指紋のない死体!（2000年） - 水谷加奈子 役
  - 松本清張没後10年企画 疑惑（2003年） - 白河球磨子 役
  - 橘京子の調査報告書（2005年、ABC） - 橘京子 役
- 白線流し（1996年1月11日 - 3月21日、フジテレビ） - 小澤雅子先生役[24]
  - 白線流し-旅立ちの詩-（2001年10月26日）
  - 白線流し-夢見る頃を過ぎても（2005年10月7日）
- いちばん大切なひと（1997年、TBS） - 結城悦子
- バージンロード（1997年、フジテレビ） - 鳶森美知 役
- 金曜エンタテイメント
  - 姑は名探偵芹澤雅子 八丈島南国リゾート殺人事件（1997年7月、フジテレビ） - 伊勢小夜子 役
  - 闇に沈む殺意　誰にも言えない…函館旅情サスペンス（2003年3月7日、フジテレビ） - 主演・及川夏子 役
- 月曜ドラマスペシャル 保険調査員 しがらみ太郎の事件簿（1997年、TBS） - 米田理恵 役
- いちばん大切なひと（1997年、TBS） - 結城悦子 役
- オトナの男（1997年、TBS） - 高柳葉子 役
- 略奪愛・アブない女（1998年、TBS） - 三村由美子 役
- 結婚前夜（1998年、NHK総合） - 三原東子 役
- くれなゐ（1998年、読売テレビ） - 中山麻子 役
- L×I×V×E（1999年、TBS） - 戸之塚樹里 役
- バカヤロー!1999 ニッポン人の怒り爆発 ストレス解消3連発 「ユーモアって何だ!?」（1999年9月26日、日本テレビ）
- 危険な関係（1999年、フジテレビ） - 都築綾子 役
- 松本清張特別企画・顔（1999年、TBS）
- 兄弟（1999年、テレビ朝日）
- 天の瞳（2000年、テレビ朝日）
- 恋愛中毒（2000年、テレビ朝日） - 照井美代子 役
- 四千万歩の男（2001年、NHK総合） - 山根ふさ 役
- 恋を何年休んでますか（2001年、TBS） - 高村静江 役
- 丘をこえて（2001年、北海道テレビ制作・テレビ朝日系） - 三ツ木佐都子 役
- 連続テレビ小説（NHK総合）
  - ちゅらさん（2001年 - 2007年） - 池端（柴田）容子 役
  - 純と愛（2012年 - 2013年） - 上原サト 役
  - 半分、青い。（2018年） - 岡田貴美香 役[8]
  - 虎に翼（2024年8月13日 - 9月9日） - 星百合 役[25]
- スチュワーデス刑事（2001年、フジテレビ） - 谷川啓子 役
- さよなら、小津先生（2001年、フジテレビ） - 篠田静香 役
- 夢のカリフォルニア（2002年、TBS） - 山崎響子 役
- 高原へいらっしゃい（2003年、TBS） - 面川祐子 役
- 月曜ミステリー劇場（TBS）
  - 女タクシードライバーの事件日誌（2003年 - ） - 春成衿子 役
  - 警視庁三係・吉敷竹史シリーズ（2004年 - 2008年） - 加納通子 役
- ヤンキー母校に帰る（2003年、TBS） - 安藤由紀子 役
- 新春ドラマスペシャル 秋刀魚の味（2003年1月3日、フジテレビ） - 平山秋子 役
- 顔（2003年、フジテレビ） - 樋口京子 役
- 弟（2004年、テレビ朝日） - 「若葉」のママ 役
- 女と愛とミステリー（テレビ東京）
  - 女の中の二つの顔（2004年） - 主演・滝川絵美子 役
  - 松本清張特別企画・黒い画集〜紐（2005年） - 梅田静代 役
- 新札発行記念ドラマ『樋口一葉物語』（2004年11月1日、TBS） - 中島歌子 役
- 小さな運転士 最後の夢（2005年、日本テレビ） - 里中千津子 役
- ラスト・プレゼント（2005年、テレビ朝日） - 立石花亮子 役
- 祇園囃子（2005年、テレビ朝日） - 佳つ梅 役
- 優しい時間（2005年、フジテレビ） - 九条朋子 役
- 大奥〜華の乱〜（2005年、フジテレビ） - 音羽 ・ナレーションも担当
- いま、会いにゆきます（2005年、TBS） - 本郷尚美 役
- 月曜ミステリー劇場 父が来た道（2005年11月28日、TBS） - 磯野清子 役
- たったひとつの恋（2006年、日本テレビ） - 神崎亜紀子 役
- 白夜行（2006年、TBS） - 谷口真文 役
- 特命!刑事どん亀（2006年、TBS） - 藤島みどり 役
- DRAMA COMPLEX「恋人たちの記憶」（2006年7月25日、日本テレビ） - 照代 役
- 月曜ゴールデン 夜の終る時（2007年、TBS） - 千枝 役
- 松本清張・最終章 わるいやつら（2007年、ABC共同制作） - 藤島チセ 役
- おいしいごはん（2007年、テレビ朝日） - 円城寺千恵子 役
- 拝啓、父上様（2007年、フジテレビ） - 占い師 役
- 復讐するは我にあり（2007年、テレビ東京）
- 震度0（2007年、WOWOW） - 不破静江 役
- おせん（2008年、日本テレビ） - 浅井シズ 役
- パンドラ（2008年・2010年、WOWOW） - 平石徳子長官 役
- だいすき!!（2008年、TBS） - 勝川節子 役
- 鯨とメダカ（2008年、フジテレビ） - 今井艶子 役
- 鬼平犯科帳スペシャル 引き込み女（2008年、フジテレビ） - お元 役
- 天才てれびくんMAX「天てれドラマ・ミラクルボイス」（2008年、NHK教育）- 歌婆 役
- 外事警察（2009年、NHK総合） - 村松久美 役
- 都市伝説セピア（2009年、WOWOW） - 鼎凛子 役
- ママは昔パパだった（2009年、WOWOW） - 上野牧子 役
- 松本清張生誕100年スペシャル・夜光の階段（2009年、テレビ朝日） - 丸岡房江検事 役
- 刑事一代 平塚八兵衛の昭和事件史（2009年、テレビ朝日） - 森川八重子 役
- ダンディ・ダディ?〜恋愛小説家・伊崎龍之介〜（2009年、テレビ朝日） - 三崎貴和子 役
- 咲くやこの花（2010年、NHK総合） - そめ 役
- 恋する日本語（2010年 - 2011年、NHK総合） - 女店主 役
- 離婚シンドローム（2010年、日本テレビ） - 真山 役
- 警視庁継続捜査班（2010年、テレビ朝日） - 水城紀子 役
- シューシャインボーイ（2010年、テレビ東京） - 志津子ママ 役
- TAROの塔（2011年、NHK総合） - 大貫アイ 役
- Dr.伊良部一郎（2011年、テレビ朝日） - マユミ 役
- 新春ワイド時代劇 戦国疾風伝 二人の軍師 秀吉に天下を獲らせた男たち（2011年、テレビ東京） - ねね（北政所） 役
- 水曜ミステリー9 松本清張特別企画・鉢植を買う女（2011年、テレビ東京） - 上浜楢江 役
- 下流の宴（2011年、NHK総合） - 宮城洋子 役
- 蝶々さん〜最後の武士の娘〜（2011年、NHK総合） - お幸 役
- キルトの家（2012年、NHK総合） - 米川淑子 役
- 尾根のかなたに〜父と息子の日航機墜落事故〜（2012年、WOWOW） - 峰岸久子 役
- 湯けむりスナイパーお正月スペシャル 2012（2012年、テレビ東京） - 男の妻 役
- 松本清張没後20年・ドラマスペシャル 熱い空気（2012年、テレビ朝日） - 稲村春子 役
- 花嫁の父（2012年、毎日放送、TBS） - 坂牧雪子 役
- 悪女について（2012年、TBS） - 鈴木タネ 役
- クレオパトラな女たち（2012年、日本テレビ） - 湯川マリ 役
- つるかめ助産院〜南の島から〜（2012年、NHK総合） - 鶴田亀子 役
- 濃姫（2012年、テレビ朝日） - 土田御前 役
  - 濃姫II〜戦国の女たち（2013年、テレビ朝日） - 香林院
- 恋愛ドラマをもう一度（2013年、LaLa TV） - 笠原和子
- 放課後グルーヴ（2013年、TBS） - 小湊倫子
- いねむり先生（2013年、テレビ朝日） - マキコ
- ガリレオXX 内海薫最後の事件 愚弄ぶ（2013年、フジテレビ） - 高崎依子
- 謎解きはディナーのあとで スペシャル〜風祭警部の事件簿〜（2013年、フジテレビ） - 光川
- 生きたい たすけたい（2014年3月11日、NHK） - 仙石つつじ
- 天誅〜闇の仕置人〜（2014年、フジテレビ） - ナレーション
- 若者たち2014（2014年、フジテレビ） - 澤辺京子
- ファーストクラス（2014年、フジテレビ） - 瀧川蘭子
- おやじの背中（2014年、TBS） - 戸川泰子
- お葬式で会いましょう（2014年5月5日、NHK総合） - 金光綾子
- 松本清張ドラマスペシャル・三億円事件（2014年、テレビ朝日） - 中岡涼子
- 芙蓉の人〜富士山頂の妻（2014年、NHK総合） - 野中とみ子
- REPLAY & DESTROY（2015年、TBS） - Miss.フォーチュンキュウリ滑川
- 遺産争族（2015年、テレビ朝日） - 河村陽子 [26]
- Dr.倫太郎（2015年、日本テレビ） - 益田伊久美
- はじめまして、愛しています。（2016年、テレビ朝日） - 堂本真知 [27]
- 家政夫のミタゾノ（2016年、テレビ朝日） - 結頼子 [28]
  - 家政夫のミタゾノ（2018年、テレビ朝日） - 結頼子 [29]
  - 家政夫のミタゾノ（2019年、テレビ朝日） - 結頼子 [30]
  - 家政夫のミタゾノ（2023年、テレビ朝日） - 結頼子[31]
  - 家政夫のミタゾノ（2025年、テレビ朝日）[32]
- ABC創立65周年記念スペシャルドラマ 氷の轍（2016年、ABC） - 米澤小百合 [33]
- ナイトヒーロー NAOTO（2016年、テレビ東京） - 権田薫子 [34]
- 孤独のグルメ Season5 真夏の東北・宮城出張編（2016年8月3日、テレビ東京） - ニューこのり・女将 役
- ラブホ!（2017年、フジテレビTWO） - 鬼怒川サヨ子 役[35]
- 民衆の敵〜世の中、おかしくないですか!?〜（2017年、フジテレビ） - 河原田晶子 [36]
- 春の新作ミステリー 現ナマ弁護士（2017年、テレビ東京） - 主演・仙波鶴子
- 居酒屋ふじ（2017年、テレビ東京） - 西尾たま美
- 二夜連続ドラマスペシャル アガサ・クリスティ そして誰もいなくなった（2017年、テレビ朝日） - 神波江利香 [37]
- 眩〜北斎の娘〜（2017年9月18日、NHK総合）[38]
- 黒井戸殺し（2018年、フジテレビ） - 来仙恒子 役[39]
- イノセント・デイズ（2018年、WOWOW） - 田中美智子 [40]
- トーキョーエイリアンブラザーズ（2018年、日本テレビ） - 秋子 [41]
- dele 第3話（2018年8月10日、テレビ朝日） - 江角幸子 [42]
- ハラスメントゲーム 第2話（2018年10月22日、テレビ東京） - 大竹満寿子 [43]
- ドロ刑 -警視庁捜査三課- 第6話（2018年11月17日、日本テレビ） - 鳥飼和子 [44]
- 記憶捜査〜新宿東署事件ファイル〜（2019年1月18日 - 3月1日、テレビ東京） - 木地本淳子 [45]
  - ドラマスペシャル（2020年7月27日）
  - シーズン2（2020年10月23日 - 12月4日）
  - ドラマスペシャル2（2022年6月20日）
  - シーズン3（2022年11月4日 - 12月16日 ）[46]
  - ドラマスペシャル3（2025年3月10日〈予定〉）[47]
- 疑惑（2019年2月3日、テレビ朝日） - 小田秀子 [48]
- 二つの祖国（2019年3月23日・24日、テレビ東京） - 天羽鷹 [49]
- まどろみバーメイド 第5話（2019年8月11日、BSテレビ東京） - 響子 [50]
- 時効警察・復活スペシャル（2019年9月29日、テレビ朝日） - 沢村加奈子
- 死役所 第2話（2019年10月24日、テレビ東京） - シン宮 [51]
- 病室で念仏を唱えないでください（2020年1月17日 - 3月20日、TBS） - 澁沢和歌子 [52]
- すぐ死ぬんだから（2020年、NHK BSプレミアム) - 森薫
- 逃亡者（2020年12月6日・7日、テレビ朝日） - 米本花江 [53]
- ドリームチーム（2021年1月22日 - 3月12日、NHK総合） - 安東佳恵 [54]
- 女系家族（2021年12月4日・5日、全2回、テレビ朝日） - 小林君枝 役
- 金田一少年の事件簿 第2話・第3話（2022年5月8日・15日、日本テレビ） - 霧声昼子 役[55][56]
- 今度生まれたら (2022年5月8日 - 6月19日、NHK BSプレミアム） - 山賀佐保子 役
- バツイチがモテるなんて聞いてません（2023年2月24日 - 3月31日、毎日放送） - 小野房江 役[57]
- 風間公親-教場0- 第9話・第10話（2023年6月5日・12日、フジテレビ） - 中込ふき 役[58]
- やさしい猫（2023年6月24日 - 7月29日、NHK総合） - 奥山マツコ 役[59]
- トリリオンゲーム 第2話 - 第4話・最終話（2023年7月21日 - 8月4日・9月15日、TBS） - 蜜園雫 役[60][61]
- 君が心をくれたから（2024年1月8日 - 、フジテレビ） - 逢原雪乃 役[62]
- 約束（2024年2月、時代劇専門チャンネル）[63]
- Re:リベンジ-欲望の果てに-（2024年4月11日 - 6月20日、フジテレビ） - 天堂市子 役[64]
- パーセント（2024年5月11日 - 6月1日、NHK総合・BSプレミアム4K） - 宇佐美のどか 役[65]
- 新宿野戦病院（2024年7月3日 - 9月11日、フジテレビ） - リツコ・ニシ・フリーマン 役[66]
- Shrink-精神科医ヨワイ- 第1話（2024年8月31日、NHK総合・BSプレミアム4K） - 高橋文世 役[67]
- 嘘解きレトリック 第9話（2024年12月2日、フジテレビ） - 実原久 役[68]

### ウェブドラマ
- 全裸監督（2019年8月全話配信、Netflix）1、3話 - 村西こずえ
- エンジェルフライト 国際霊柩送還士（2023年3月17日、Amazon Prime Video） - 第3話　吉崎恵　役
- サンクチュアリ -聖域-（2023年5月4日、Netflix） - 小瀬早苗 役[69]
- 家政負のヒカル（TELASA） - 結頼子 役
  - Season1（2023年10月10日 - 12月5日）[70]
  - Season2（2025年1月14日 - 3月11日）[71]

### 舞台
- 家政夫のミタゾノ THE STAGE 〜お寺座の怪人〜（2022年11月17日 - 27日、EX THEATER ROPPONGI / 12月3日・4日、森ノ宮ピロティホール） - 結頼子 役[72][73]
  - 家政夫のミタゾノ THE STAGE レ・ミゼラ風呂（2025年5月16日 - 6月8日、EX THEATER ROPPONGI / 6月13日 - 17日、森ノ宮ピロティホール / 6月21日・22日、七尾市文化ホール / 6月28日・29日、東海市芸術劇場 大ホール / 7月5日・6日、上野学園ホール / 7月12日・13日、名取市文化会館 大ホール）[74]

### 吹き替え
- アナと雪の女王2（2019年11月22日、ウォルト・ディズニー・カンパニー） - イエレナ 役[75]

### ドキュメンタリー
- テレメンタリー2010「生と死の医療〜救急医と臓器移植〜」（北海道テレビ制作・テレビ朝日系、2010年） - ナレーション
- news every. 特集「ガン宣告“余命は半年…”舞台に懸けた命」（2010年7月8日、日本テレビ）
  - 平林恒茂（2010年3月没）が末期癌で余命1年と宣告され、平林が「最後の挨拶」として作った舞台にかけつけた。余は、平林が自由劇場時代に演出した第1作目の主演だった。
- ファミリーヒストリー（2010 -、NHK総合） - ナレーション
  - 「余貴美子」（2012年10月22日） - 自身の物語による出演
- ETV特集（NHK教育）
  - 「“小さな金融”が世界を変える 〜アメリカ発 元銀行マンの挑戦〜」（2010年10月10日） - ナレーション
  - 「トルストイの家出」（2010年12月5日） - 朗読（トルストイの妻役）
  - 「“同じで違う”傷を、共に生きて〜震災から12年　夫婦の日々〜」（2023年10月14日）- ナレーション[76]
- 民教協スペシャル「キ・ボ・ウ〜全村避難 福島県飯舘村二年の記録〜」（2013年、福島テレビ制作・民間放送教育協会加盟各局） - ナレーション
- 迷宮TRANOVEL〜夏目漱石「坊つちやん」〜（2013年9月14日、BS日テレ） - 旅人
- ザ・ノンフィクション「家を失うとき」（2014年、フジテレビ） - ナレーション
- テレビエッセー おやじの背中（2014年10月5日、BS朝日・静岡朝日テレビ共同制作） - ナレーション[77]
- アースドキュメントシリーズ (BS朝日) - ナレーション
  - 遙かなる深海大冒険! 〜ふしぎで奇妙な生き物たち〜 (2017年2月19日)
  - 遙かなる深海大冒険2 〜ミクロ生物から巨大沈没船〜（2017年4月9日）[9]
  - 遙かなる深海大冒険3 〜密着！海底谷とナゾの生物〜 (2017年6月18日)
  - 遙かなる深海大冒険4 沖縄で見た巨大ザメ＆光るサメ（2017年8月13日）[9]
  - 遙かなる深海大冒険5 富山湾の巨大生物 VS“赤い海"のナゾ生物 (2017年10月5日)
  - 遙かなる深海大冒険6 東京湾に異変!?幻のサメを追う! (2017年12月14日)
  - 4時間SP!遙かなる深海大冒険! 密着“しんかい6500” 中村征夫が夢の海底へ　(2018年1月11日)
  - 遥かなる深海大冒険7 富士山の海に驚がく生物がいた! (2018年2月8日)
  - 遥かなる深海大冒険8 江ノ島の海で新種ぞくぞく!幻の生物を追え (2018年4月8日)
  - 遥かなる深海大冒険9 海底大作戦 怪魚ハンターVS光る生物 (2018年6月10日)
  - 遥かなる深海大冒険10 東北沖を大調査〜最先端ロボット×大群クモヒトデ〜 (2018年8月12日)
  - 遥かなる深海大冒険 特別編 南海トラフと巨大地震のナゾ (2019年1月27日)
- ごりやくさん（2019年9月30日 - 、KBS京都） - ナレーション

### その他のテレビ番組
- タビうた（NHK総合） - ナレーション
- みいつけた!（NHK教育） - レグの声（パイロット版のみ）

### CM
- NTTドコモ
- 花王
- 山発産業（現シュワルツコフヘンケル）
- 大正製薬
- ライオン「デントヘルス」（2018年9月 - ）[78]
- 住宅金融支援機構（旧住宅金融公庫）「リ・バース60」

### ミュージック・ビデオ
- 甲斐バンド「観覧車'82」（1982年）[79]

## 受賞歴
1998年度
- 第22回日本アカデミー賞 優秀助演女優賞 - 『学校III』
- 第41回ブルーリボン賞 助演女優賞 - 『学校III』『あ、春』
- 第53回毎日映画コンクール 女優助演賞 - 『学校III』『あ、春』
- 第36回ギャラクシー賞 テレビ部門 個人賞 - 日本テレビ火曜サスペンス劇場『冬の駅』、テレビ朝日『兄弟』『はぐれ刑事純情派』

2003年度
- 第25回ヨコハマ映画祭 助演女優賞 - 『ホテル・ハイビスカス』『さよなら、クロ』『偶然にも最悪な少年』
- 第18回高崎映画祭 最優秀助演女優賞 - 『ホテル・ハイビスカス』

2008年度
- 第32回日本アカデミー賞 最優秀助演女優賞 - 『おくりびと』
- 第63回毎日映画コンクール 田中絹代賞
- 第30回ヨコハマ映画祭 助演女優賞 - 『おくりびと』『まぼろしの邪馬台国』『丘を越えて』

2009年度
- 第33回日本アカデミー賞 最優秀助演女優賞 - 『ディア・ドクター』
- 第22回日刊スポーツ映画大賞・石原裕次郎賞 助演女優賞 - 『ディア・ドクター』
- 全国映連賞 女優賞

2012年度
- 第36回日本アカデミー賞 最優秀助演女優賞 - 『あなたへ』

2013年度
- 第37回日本アカデミー賞 優秀助演女優賞 - 『武士の献立』

2019年度
- 紫綬褒章